# Kap Alexandra (Adelaide-Insel)
Kap Alexandra (in Argentinien Cabo Modolo) ist ein Kap am südwestlichen Ende der Adelaide-Insel im Archipel der Adelaide- und Biscoe-Inseln westlich der Antarktischen Halbinsel.
Teilnehmer der Fünften Französischen Antarktisexpedition (1908–1910) unter der Leitung des Polarforschers Jean-Baptiste Charcot entdeckten es 1909. Charcot benannte das Kap nach Alexandra von Dänemark (1844–1925), Ehefrau des britischen Monarchen Edward VII. Namensgeber der argentinischen Benennung ist Carlos Marcos Modolo, Navigator einer Avro Lincoln B019, bei deren Absturz am 22. März 1950 in der chilenischen Provinz Tierra del Fuego alle Besatzungsmitglieder ums Leben kamen.